# Duncan Jarman
Duncan Jarman (* 20. Jahrhundert) ist ein US-amerikanischer Maskenbildner, der zweimal mit einem Emmy ausgezeichnet und einmal für einen Oscar nominiert wurde.

## Karriere
Jarmans Karriere als Maskenbildner begann im Jahr 1995 in dem Film Mindripper. Es folgten weitere Filme, bei denen seine Mitwirkung nicht namentlich erwähnt wurde, wie z. B. bei Fremde Wesen,  Die Liga der außergewöhnlichen Gentlemen, Doom – Der Film oder Im Herzen der See. Häufig wirkte er in Filmen mit, bei denen Tom Cruise (u. a. Last Samurai, Die Mumie), Johnny Depp (u. a. in Sweeney Todd, Pirates of the Caribbean – Fremde Gezeiten und Dark Shadows) oder Leonardo DiCaprio (u. a. The Beach, Der Mann, der niemals lebte, J. Edgar und The Revenant – Der Rückkehrer) als Hauptdarsteller zu sehen waren.
Für seine künstlerischen Leistungen in Alice im Wunderland und Arabian Nights – Abenteuer aus 1001 Nacht erhielt Jarman jeweils einen Emmy-Award und wurde für seine Mitwirkung zu Band of Brothers – Wir waren wie Brüder mit einer weiteren Nominierung geehrt. Bei der Oscarverleihung 2016 erhielt er für seine Arbeit in The Revenant eine Nominierung in der Kategorie Bestes Make-up und beste Frisuren, die Auszeichnung ging an die Konkurrenz von Mad Max: Fury Road.
Jarman spielte 1995 in dem Film Proteus – Das Experiment sich selbst, zuvor war er 1991 in dem Film Bad Karma zu sehen.

## Filmografie (Auswahl)
- 1995: Mindripper (Mind Ripper, The Hills Have Eyes III; The Outpost)
- 1005: Proteus – Das Experiment (Proteus)
- 1997: Fremde Wesen (FairyTale: A True Story)
- 1997: Event Horizon – Am Rande des Universums (Event Horizon)
- 1997: Prinz Eisenherz
- 1999: Ein Sommernachtstraum (A Midsummer Night’s Dream)
- 1999: Alice im Wunderland (Alice in Wonderland)
- 2000: Arabian Nights – Abenteuer aus 1001 Nacht (Arabian Nights, Fernsehfilm)
- 2000: The Beach
- 2001: Band of Brothers – Wir waren wie Brüder (Band of Brothers, Fernsehserie, zwei Episoden)
- 2002: The Hours – Von Ewigkeit zu Ewigkeit (The Hours)
- 2002: Below
- 2002: Resident Evil
- 2003: Unterwegs nach Cold Mountain (Cold Mountain)
- 2003: Last Samurai
- 2003: Jenseits aller Grenzen (Beyond Borders)
- 2003: Die Liga der außergewöhnlichen Gentlemen (The League of Extraordinary Gentlemen)
- 2004: Aviator
- 2005: Eine zauberhafte Nanny (Nanny McPhee)
- 2005: Doom – Der Film (Doom)
- 2005: Per Anhalter durch die Galaxis (The Hitchhiker’s Guide to the Galaxy)
- 2007: Sweeney Todd – Der teuflische Barbier aus der Fleet Street (Sweeney Todd: The Demon Barber of Fleet Street)
- 2007: Die Gebrüder Weihnachtsmann (Fred Claus)
- 2007: Der Sternwanderer (Stardust)
- 2007: Harry Potter und der Orden des Phönix (Harry Potter and the Order of the Phoenix)
- 2007: Sunshine
- 2008: Der Mann, der niemals lebte (Body of Lies)
- 2009: Das Bildnis des Dorian Gray (Dorian Gray)
- 2008–2010: Merlin – Die neuen Abenteuer (Merlin, Fernsehserie, vier Episoden)
- 2009: Walhalla Rising (Valhalla Rising)
- 2010: Harry Potter und die Heiligtümer des Todes – Teil 1 (Harry Potter and the Deathly Hallows – Part 1)
- 2010: Biutiful
- 2011: J. Edgar
- 2011: Harry Potter und die Heiligtümer des Todes – Teil 2 (Harry Potter and the Deathly Hallows – Part 1)
- 2011: Pirates of the Caribbean – Fremde Gezeiten (Pirates of the Caribbean: On Stranger Tides)
- 2012: Dark Shadows
- 2013: Mandela – Der lange Weg zur Freiheit (Mandela: Long Walk to Freedom)
- 2013: Rush – Alles für den Sieg (Rush)
- 2013: World War Z
- 2014: Dracula Untold
- 2014: Grand Budapest Hotel (The Grand Budapest Hotel)
- 2015: The Revenant – Der Rückkehrer (The Revenant)
- 2015: Im Herzen der See (In the Heart of the Sea)
- 2015: Suffragette – Taten statt Worte (Suffragette)
- 2016: Der Hunderteinjährige, der die Rechnung nicht bezahlte und verschwand (Hundraettåringen som smet från notan och försvann)
- 2016: Allied – Vertraute Fremde (Allied)
- 2016–2017: Game of Thrones (Fernsehserie, drei Episoden)
- 2017: Die Mumie (The Mummy)